# Железная дорога Поти — Баку
Железнодорожная линия Поти — Баку длиной в 885 километров соединяет портовый город Поти на восточном побережье Чёрного моря с Баку, столицей Азербайджана, на западном побережье Каспийского моря, и будучи центральным участком Транскавказской магистрали с 1883 года, служит объединяющим звеном между Грузией и Азербайджаном.
Участок дороги между Тбилиси и Баку обновлялся в 2008—2014 годах. С тех пор по всему участку магистрали осуществляются не только пассажирские перевозки, но и традиционные железнодорожные грузоперевозки, в том числе и современные маршрутные контейнерные поезда. Согласно официальным исследованиям ЕС общее транзитное время движения по всему участку магистрали значительно сократилось и составляет теперь всего лишь 30 часов. Таким образом в год может быть перевезено 65,500 стандартных контейнеров (или ДФЭ) по стоимости менее 20 % от стандартной цены грузоперевозки автомобильным транспортом. Согласно исследованиям Варшавского университета ожидаемый объём грузоперевозок будет значительно выше.
После реконструкции, данный участок магистрали является неотъемлемой частью южного маршрута «Европа-Кавказ-Китай», поддерживаемого Организация Объединённых Наций (ООН) трансевразийского железнодорожного коридора, который соединяет Европу и Китай. Также и в рамках программы «Транспортный коридор Европа-Кавказ-Азия» (ТРАСЕКА), поддерживаемой ЕС, новому участку железной дороги приписывается очень большое значение.
Согласно девизу конференции, посвященной основанию ТРАСЕКА в Баку, данный участок магистрали должен способствовать «восстановлению исторического Большого Шелкового пути».
Реконструированный участок уже также обслуживается и немецкими железнодорожными транспортными компаниями. К ним относятся в том числе компания Polzug Intermodal Group с головным офисом в Гамбурге, которая в 2009 году отправила первый контейнерный поезд и InterModTrans GmbH с головным офисом в г. Фридрихсдорф (Таунус), которая начиная с 2013 года предлагает регулярные отправки контейнерного поезда Поти-Баку.